# Satzradikal
Unter einem Satzradikal versteht man in der Sprechakttheorie die gemeinsame Beschreibung eines Sachverhaltes (Proposition) in verschiedenen Satztypen mit gleichem lexikalischem Inhalt, d. h. denselben Lexemen mit derselben syntaktischen Verknüpfung. Das Gegenstück zu diesem Begriff ist der Satzmodus, etwa: Frage- (oder Interrogativ), Aussage- (oder Deklarativ) oder Aufforderungssatz (oder Imperativ). Das Begriffspaar Satzradikal/Satzmodus stammt von dem finnischen Philosophen Erik Stenius, der sich dabei auf eine Begriffsbildung von Ludwig Wittgenstein bezieht. Die entsprechende theoretische Unterscheidung geht auf Gottlob Frege zurück. Während im Satzradikal der wahrheitsfunktionale Inhalt eines Satzes oder seine Proposition wiedergegeben wird – man kann sie in einer wahrheitswertfunktionalen Semantik erfassen – zeigt der Modus eines Satzes den jeweiligen Typ oder was der Fall ist des Sprechaktes an.
Beispielsweise enthalten die Sätze:
- Lola rennt.
- Rennt Lola?
- Lola, renn!

als gemeinsames Satzradikal (der deskriptive Gehalt der Versprachlichung) „das Rennen von Lola“, ausgedrückt durch die Lexeme „Lola“ und „rennen“ sowie ihre Verknüpfung als Subjekt (hier auch Agens) und Prädikat. Sie unterscheiden sich jedoch im Satzmodus (Modus, der den Sinn des Satzes bestimmt): Im ersten Fall handelt es sich um einen Aussagesatz, im zweiten um einen Fragesatz, im dritten um einen Aufforderungssatz.